# Christophe Beaucarne
Christophe Beaucarne (Bruxelles, 24 settembre 1965) è un direttore della fotografia belga.

## Biografia
È il figlio del poeta Julos Beaucarne.
È un membro dell'associazione francese dei direttori della fotografia cinematografica (AFC). Beaucarne ha ricevuto tre candidature al premio Magritte per la migliore fotografia, vincendolo nel 2011 per Mr. Nobody (2009) di Jaco Van Dormael. È stato inoltre candidato tre volte al premio César per la migliore fotografia per Lo stadio di Wimbledon (2001), Coco avant Chanel - L'amore prima del mito (2009) e Tournée (2010).

## Filmografia
- La Gloire de mon père, regia di Yves Robert (1990)
- Le Condamné, regia di Xavier Giannoli - cortometraggio (1993)
- Terre sainte, regia di Xavier Giannoli - cortometraggio (1994)
- Bonjour, regia di Guillaume Malandrin - cortometraggio (1994)
- J'aime beaucoup ce que vous faites, regia di Xavier Giannoli - cortometraggio (1995)
- Arthur, regia di Félicie Dutertre e François Rabes - cortometraggio (1995)
- Soldi proibiti (Les Anges gardiens), regia di Jean-Marie Poiré (1995)
- Nous sommes tous encore ici, regia di Anne-Marie Miéville (1997)
- L'Interview, regia di Xavier Giannoli - cortometraggio (1998)
- Riches, belles, etc., regia di Bunny Godillot (1998)
- I visitatori 2 - Ritorno al passato (Les Couloirs du temps: Les visiteurs 2), regia di Jean-Marie Poiré (1998)
- La guerre dans le Haut Pays, regia di Francis Reusser (1999)
- Tout baigne!, regia di Eric Civanyan (1999)
- La Dilettante, regia di Pascal Thomas (1999)
- La Vie moderne, regia di Laurence Ferreira Barbosa (2000)
- Après la réconciliation, regia di Anne-Marie Miéville (2000)
- Mercredi, folle journée!, regia di Pascal Thomas (2001)
- De l'amour, regia di Jean-François Richet (2001)
- Lo stadio di Wimbledon (Le stade de Wimbledon), regia di Mathieu Amalric (2001)
- Les Femmes... ou les enfants d'abord..., regia di Manuel Poirier (2002)
- Le Nouveau Jean-Claude, regia di Didier Tronchet (2002)
- Un Homme, un vrai, regia di Arnaud e Jean-Marie Larrieu (2003)
- Le Mystère de la chambre jaune, regia di Bruno Podalydès (2003)
- Chemins de traverse, regia di Manuel Poirier (2004)
- Bye Bye Blackbird, regia di Robinson Savary (2005)
- Incontri d'amore (Peindre ou faire l'amour), regia di Arnaud e Jean-Marie Larrieu (2005)
- Le Parfum de la dame en noir, regia di Bruno Podalydès (2005)
- Alcuni giorni in settembre (Quelques jours en septembre), regia di Santiago Amigorena (2006)
- La vita interiore di Martin Frost (The inner life of Martin Frost), regia di Paul Auster (2007)
- Irina Palm - Il talento di una donna inglese (Irina Palm), regia di Sam Garbarski (2007)
- Parigi (Paris), regia di Cédric Klapisch (2008)
- Coco avant Chanel - L'amore prima del mito (Coco avant Chanel), regia di Anne Fontaine (2009)
- Mr. Nobody, regia di Jaco Van Dormael (2009)
- Tournée, regia di Mathieu Amalric (2010)
- Uomini senza legge (Hors la loi), regia di Rachid Bouchareb (2010)
- Ma part du gâteau, regia di Cédric Klapisch (2011)
- Pollo alle prugne (Poulet aux prunes), regia di Marjane Satrapi e Vincent Paronnaud (2011)
- Superstar, regia di Xavier Giannoli (2012)
- Just Like a Woman, regia di Rachid Bouchareb (2012)
- Two Mothers (Adore), regia di Anne Fontaine (2013)
- Mood Indigo - La schiuma dei giorni (L'Écume des jours), regia di Michel Gondry (2013)
- La bella e la bestia (La belle & la bête), regia di Christophe Gans (2014)
- La camera azzurra (La Chambre bleue), regia di Mathieu Amalric (2014)
- Gemma Bovery, regia di Anne Fontaine (2014)
- La Magie de Noël, regia di Mathieu Amalric - cortometraggio (2014)
- Dio esiste e vive a Bruxelles (Le Tout Nouveau Testament), regia di Jaco Van Dormael (2015)
- Una notte con la regina (A Royal Night Out), regia di Julian Jarrold (2015)
- Mal di pietre (Mal de pierres), regia di Nicole Garcia (2016)
- Lettere da Berlino (Alone in Berlin), regia di Vincent Pérez (2016)
- Barbara, regia di Mathieu Amalric (2017)
- Django, regia di Étienne Comar (2017)
- Rodin, regia di Jacques Doillon (2017)
- Carte de visite, regia di Michel Sumpf (2019)
- Le milieu de l'horizon, regia di Delphine Lehericey (2019)
- Stringimi forte (Serre-moi fort), regia di Mathieu Amalric (2020)
- Amanti (Amants), regia di Nicole Garcia (2020)
- Gli amori di Suzanna Andler (Suzanna Andler), regia di Benoît Jacquot (2021)
- Illusioni perdute (Illusions perdues), regia di Xavier Giannoli (2021)

## Riconoscimenti
Premio César
- 2010 - Candidatura alla migliore fotografia per Coco avant Chanel - L'amore prima del mito[2]
- 2011 - Candidatura alla migliore fotografia per Tournée[2]
- 2015 - Candidatura alla migliore fotografia per La bella e la bestia[2]
- 2017 - Candidatura alla migliore fotografia per Mal di pietre[2]
- 2018 - Candidatura alla migliore fotografia per Barbara[2]
- 2022 - Migliore fotografia per Illusioni perdute (Illusions perdues)

Premio Magritte
- 2011 - Migliore fotografia per Mr. Nobody[3]
- 2014 - Candidatura alla migliore fotografia per Mood Indigo - La schiuma dei giorni[4]
- 2016 - Candidatura alla migliore fotografia per Dio esiste e vive a Bruxelles[5]